# Kissinger Straße 42 (Reiterswiesen)

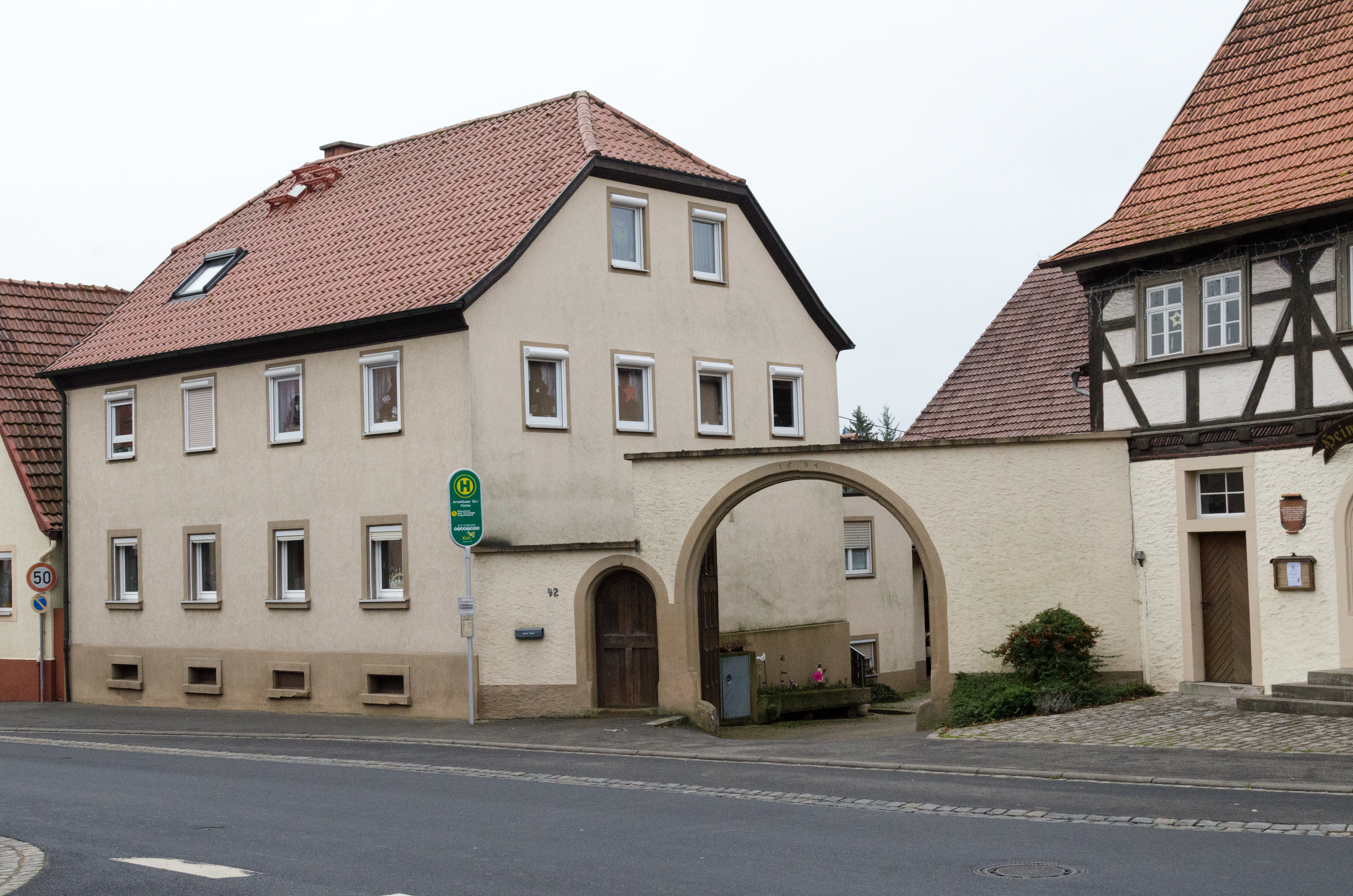
Kissinger Straße 42 in Reiterswiesen

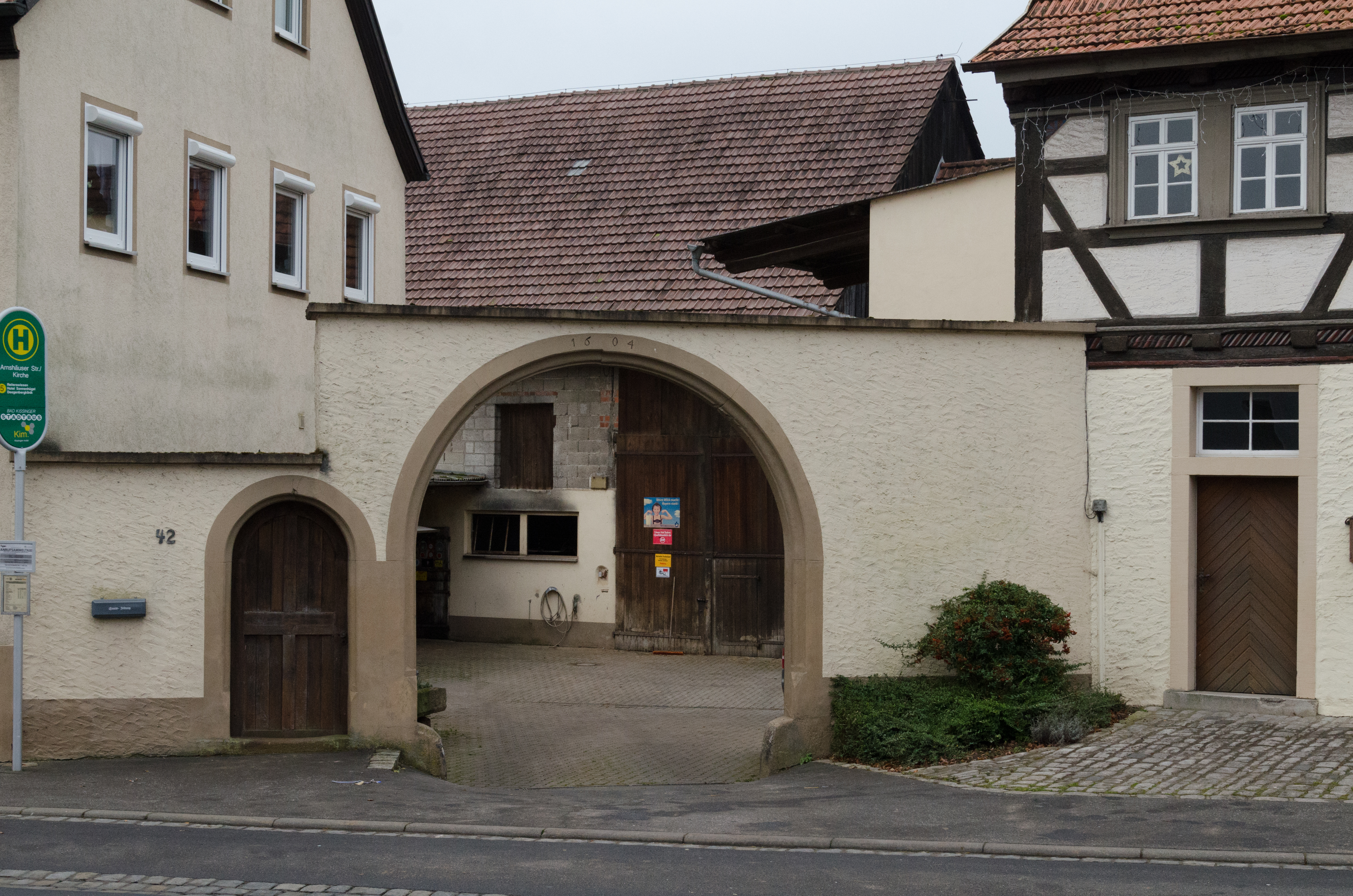
Hoftoranlage

Das Anwesen Kissinger Straße 42 mit Hoftoranlage in Reiterswiesen, einem Stadtteil von Bad Kissingen, der Großen Kreisstadt des unterfränkischen Landkreises Bad Kissingen gehört zu den Bad Kissinger Baudenkmälern und ist unter der Nummer D-6-72-114-226 in der Bayerischen Denkmalliste registriert.

## Geschichte
Bei dem Wohnhaus handelt es sich um einen zweigeschossigen verputzten Fachwerkbau mit Halbwalmdach. Es entstand in der ersten Hälfte des 19. Jahrhunderts.
Zu dem Anwesen gehört eine mit „1604“ bezeichnete Hoftoranlage, die es mit dem Alten Rathaus von Reiterswiesen verbindet und somit beide Anwesen zu einer Baugruppe vereint. Bei der Hoftoranlage handelt es sich um ein Rundbogentor mit separater Fußgängerpforte.